# 1952年ヘルシンキオリンピックのザール選手団
1952年ヘルシンキオリンピックのザール選手団は、フランス保護領であったザールの1952年ヘルシンキオリンピックの選手団。

## 概要
ザールは現在のフランスとドイツの国境地帯にあり、普仏戦争によって1871年プロイセン王国領となった。第一次世界大戦でのドイツ帝国敗戦後はヴェルサイユ条約に基づき、一時国際連盟の管理下に置かれたが（ザール (国際連盟管理地域)）、住民投票によって1935年にナチス・ドイツに復帰した。第二次世界大戦でのナチス・ドイツ敗戦後はフランスが占領し保護領とした。1957年、住民投票により西ドイツへ復帰することとなり、フランス保護領ザールは消滅した。
オリンピックにはフランス保護領時代の1952年ヘルシンキオリンピックに参加したもののメダル獲得には至らず、冬季オリンピックへの参加はなかった。

## メダル獲得数一覧

### 夏季オリンピック
| 大会名          | 金 | 銀 | 銅 | 計 |
| 1952 ヘルシンキ | 0  | 0  | 0  | 0  |
| 合計            | 0  | 0  | 0  | 0  |